# Kerekharaszt
Kerekharaszt község Heves vármegyében, a Hatvani járásban.

## Fekvése
A Hatvani-síkon, a vármegye nyugati részén, Pest vármegye határa közelében helyezkedik el. A szomszédos települések: észak felől Heréd, északkelet felől Nagygombos (Hatvan része), kelet felől Hatvan, dél felől Tura, délnyugat felől Galgahévíz, nyugat felől pedig Kartal. Aszódtól mintegy 10 km-re fekszik.

A község fekvése Hatvan mellett

### Megközelítése
Két legfontosabb megközelítési útvonala az M3-as autópálya és a 3-as főút: a sztráda a belterületének északi széle mellett halad el (ahol pihenőhelye és egyben a 2134-es úttal csomópontja is van), a 3-as főút pedig a lakott terület déli széle mellett halad végig. Külterületeit érinti még a Verseg és Hatvan között húzódó 2111-es út is.

## Története
Kerekharaszt 1947-ig nem volt önálló község. Eredetileg a Pest-Pilis-Solt-Kiskun vármegye Aszódi járásához tartozó Verseg része volt. Az 1950-es megyerendezés során átsorolták Heves megyéhez, ott a Hatvani járáshoz, majd 1969-ben Hatvanhoz csatolták. A köztársasági elnök 2005-ben hozott határozata alapján 2006. október 1-jétől ismét önálló község. 2012-ig a Hatvani kistérség települése volt, majd a járásrendszer újbóli bevezetése óta a Hatvani járás települése.

## Közélete

### Polgármesterei
- 2006–2010: Szabó Ádám (független)[3]
- 2010–2014: Szabó Ádám (Fidesz-KDNP)[4]
- 2014–2019: Szabó Ádám (Fidesz-KDNP)[5]
- 2019–2024: Szabó Ádám (Fidesz-KDNP)[6]
- 2024– : Szabó Ádám (Fidesz-KDNP)[1]

## Népesség
A település népességének változása:
| Lakosok száma | 969  | 980  | 958  | 1005 | 940  | 973  | 932  |
|               | 2013 | 2014 | 2015 | 2021 | 2022 | 2023 | 2024 |

A 2011-es népszámlálás során a lakosok 91,6%-a magyarnak, 1,5% cigánynak, 0,2% németnek, 0,4% románnak mondta magát (8,1% nem nyilatkozott; a kettős identitások miatt a végösszeg nagyobb lehet 100%-nál). A vallási megoszlás a következő volt: római katolikus 58,2%, református 4,6%, evangélikus 0,8%, görögkatolikus 0,8%, felekezeten kívüli 13,3% (20,4% nem nyilatkozott).
2022-ben a lakosság 91,6%-a vallotta magát magyarnak, 0,5% cigánynak, 0,1-0,1% szlováknak és görögnek, 1,3% egyéb, nem hazai nemzetiségűnek (8,4% nem nyilatkozott; a kettős identitások miatt a végösszeg nagyobb lehet 100%-nál). Vallásuk szerint 36,1% volt római katolikus, 4% református, 1% görög katolikus, 0,3% evangélikus, 1,9% egyéb keresztény, 0,4% egyéb katolikus, 11,9% felekezeten kívüli (44,1% nem válaszolt).

## Látnivalók
- Kastély (iskola)
- Trianoni emlékmű

## Külső hivatkozások
- Kerekharaszt hivatalos honlapja